# Blaskapelle Makos
Die Blaskapelle Makos zählte zu den prominentesten Vertretern und Förderern der böhmisch-mährischen Blasmusik in Österreich. 2011 löste sie sich auf.

## Geschichte
1981 stellte Hans Makos ein Blasorchester, bestehend aus etwa 25 Musikern der Militärmusik Burgenland und der Gardemusik Wien, zusammen. Beeinflusst wurde Makos durch die Blasmusikkapellen Moravanka und Mistrinanka. Durch die Zusammenarbeit Hans Makos’ mit Willy Fantel, dem  Abteilungsleiter für Unterhaltung im ORF-Landesstudio Burgenland, kam es zu einer ersten Rundfunkproduktion. Willy Fantel erkannte die Qualität dieses Musikensembles und lud zu weiteren Aufnahmen ein. Im Zuge dieser Produktionen wurde dem Ensemble der Name Blasmusikkapelle Johann Makos gegeben. Aufgrund des besonderen Klangbildes dieser Musikformation entwickelte sich eine starke Nachfrage nach dem Ensemble. Die Blaskapelle Makos wurde im Burgenland und auch teilweise österreichweit so oft gesendet, dass es  manchmal dagegen Proteste gegeben hatte. Durch die dann folgende europaweite Popularität wurde dieses Ensemble bei Blasmusikfesten als musikalischer Höhepunkt engagiert. Die Kapelle feierte 2006 ihr 25-jähriges Bestehen in Aspang-Markt. Sie veranstaltet seit 1992 etwa alle zwei Jahre ein volkstümliches Musikfest, den Böhmischen Kirtag in Aspang.
Ende 2011 löste sich die Blaskapelle Makos auf.

## Diskographie
- 1983: Grüß Gott ihr Freunde all
- 1984: Freunde der Blasmusik
- 1986: Musik aus unserer Heimat
- 1988: Ein Fest der Blasmusik
- 1989: Mit Musik gehen wir auf Reisen
- 1990: Mit Schwung und Herz
- 1991: Österreichische Traditionsmärsche
- 1992: Musikantentröpferl
- 1993: Als Böhmen noch bei Österreich war
- 1993: Abendkonzert
- 1995: Grüß Gott ihr Freunde all
- 1996: Ein Strauß Melodien
- 1999: Für unsere Freunde
- 2000: Böhmisch-Mährisch
- 2004: Festzeit
- 2006: Mit neuem Schwung
- 2011: 30 Jahre